# 埼玉医科大学病院
埼玉医科大学病院（さいたまいかだいがくびょういん）は、埼玉県入間郡毛呂山町の埼玉医科大学毛呂山キャンパスにある大学病院である。

## 特徴
院病床は965床。2004年8月1日に、埼玉医科大学附属病院から現在の名称へと変更された。2007年4月1日より埼玉医科大学国際医療センターが開院したため、心臓病センターは埼玉医科大学国際医療センター心臓病センターに、臨床腫瘍科等の一部診療科は埼玉医科大学国際医療センター包括的がんセンターに移転する事になった。そのため心臓病（循環器）と腫瘍（がん）の治療は、主に埼玉医科大学国際医療センターが担当する事になる。あわせて日本でも珍しかった精神腫瘍科（緩和ケア科）の外来も国際医療センターがメインとなり同病院の外来は週1回となり、心臓移植実施認定施設も国際医療センターへと移転された。

## 指定医療
- 特定機能病院
- エイズ診療拠点病院
- 救急指定病院
- 地域周産期母子医療センター
- 地域がん診療連携拠点病院
- 肝疾患診療連携拠点病院
- 日本医療機能評価機構認定
- 災害拠点病院（平成28年1月21日指定）
- 第一種感染症指定医療機関

## 関連医療機関
- 埼玉医科大学総合医療センター（1,053床）
- 埼玉医科大学国際医療センター（600床）

## 診療科

### 内科
- 総合診療内科
- 血液内科
- 感染症科・感染制御科
- リウマチ膠原病科
- 呼吸器内科
- 腎臓内科
- 消化器内科・肝臓内科
- 内分泌内科・糖尿病内科
- 神経内科・脳卒中内科
- 小児科
- リハビリテーション科
- 東洋医学診療科

### 外科
- 消化器・一般外科
- 呼吸器外科
- 乳腺腫瘍科
- 小児外科
- 脳神経外科
- 耳鼻咽喉科
- 神経耳科
- 整形外科・脊椎外科
- 産婦人科
- 皮膚科
- 眼科
- 形成外科・美容外科
- 泌尿器科
- 歯科・口腔外科
- 麻酔科

### 放射線科
- 放射線科
- 放射線腫瘍科
- 核医学診療科

### 神経精神科センター
- 神経精神科・心療内科

### 腎臓病センター
- 腎臓内科
- 泌尿器科

### 成育医療センター
- 小児科
- 新生児・未熟児科
- 産科新生児部門
- 小児外科

### 呼吸器病センター
- 呼吸器外科
- 呼吸器内科

### 健康管理センター
- 人間ドック

### 救急センター/臨床中毒センター
2021年4月よりこの名称にて運用されている。2021年3月までは急患センター（ＥＲ）／中毒センターであった。

## 画像

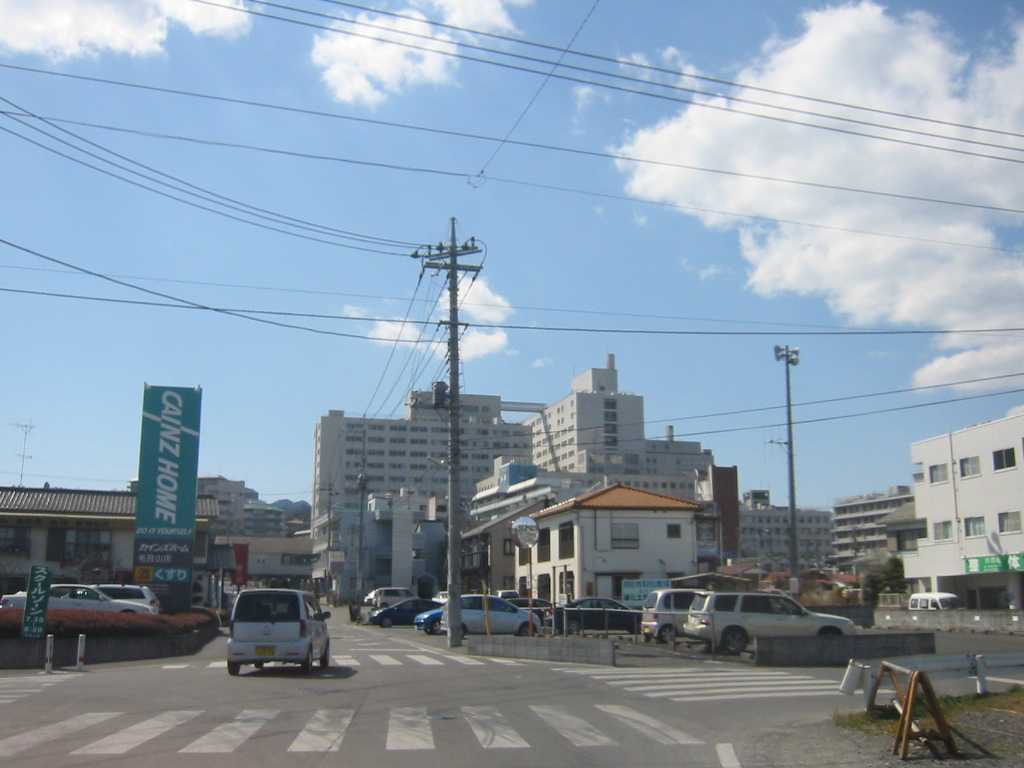
全景
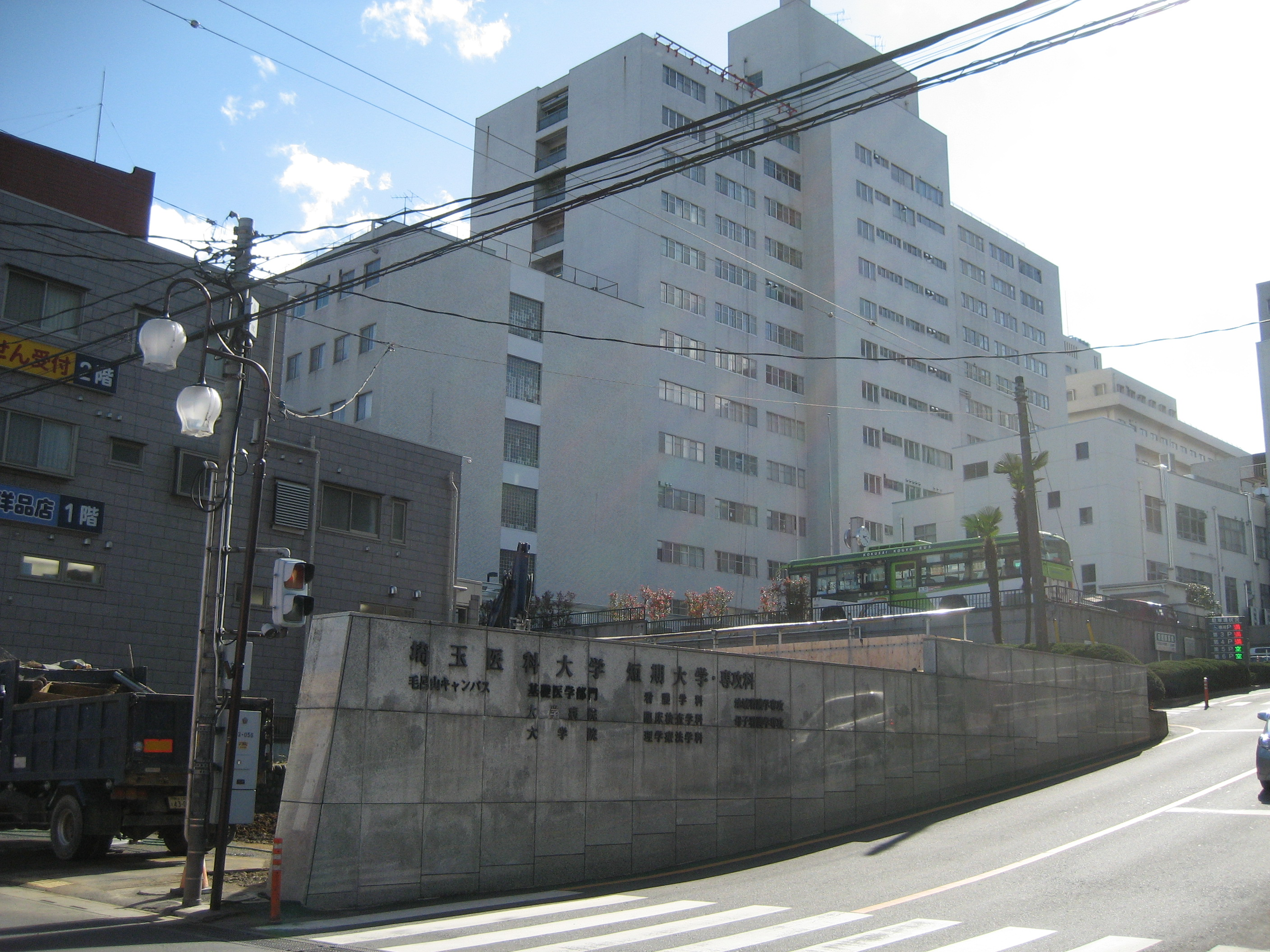
本館南館
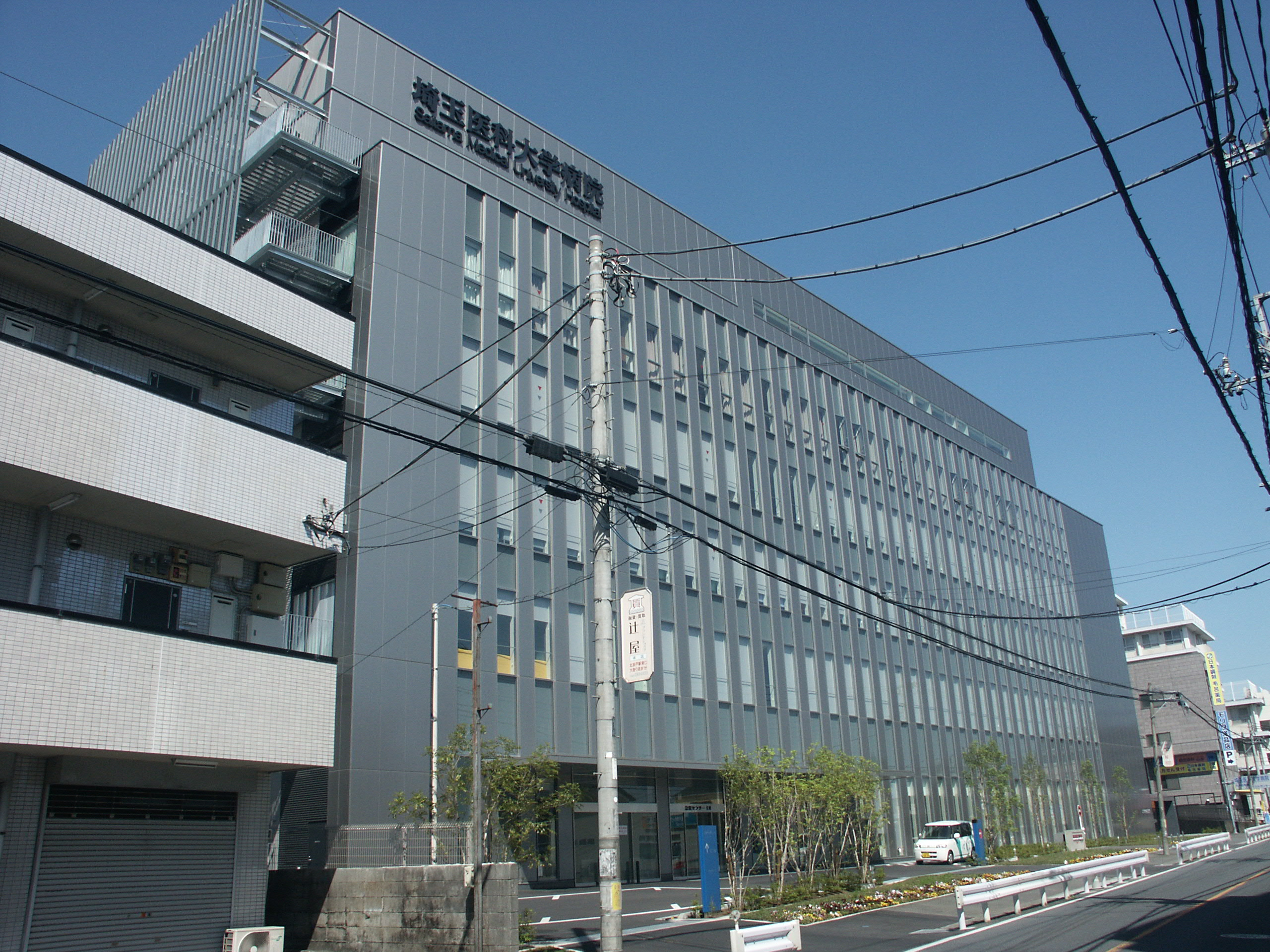
東館

## 交通アクセス
鉄道
JR八高線 毛呂駅から徒歩3分
路線バス
- 東毛呂駅・毛呂駅より川越観光バス　埼玉福祉大保健医療学部行き　に乗車し、埼玉医科大学下車すぐ

- 飯能駅・高麗駅より国際興業バス　医大31系統埼玉医大行き　に乗車し、終点下車すぐ
- 高麗川駅より国際興業バス　医大11系統埼玉医大行き・医大31系統埼玉医大行きに乗車し、終点下車すぐ